# Arrondissement Die
Die is een arrondissement van het Franse departement Drôme in de regio Auvergne-Rhône-Alpes. Het arrondissement is vernoemd naar de stad Die.
Dit gebied geniet enige bekendheid vanwege een mousserende wijn die er ten minste sinds de Romeinse tijd – dus véél eerder dan de champagne – wordt gemaakt, Clairette de Die. De productiemethode verschilt essentieel van de méthode champenoise en de wijn geniet naamsbescherming (appellation contrôlée).

## Kantons
Het arrondissement was tot 2014 samengesteld uit de volgende kantons:
- kanton Bourdeaux
- kanton La Chapelle-en-Vercors
- kanton Châtillon-en-Diois
- kanton Crest-Nord
- kanton Crest-Sud
- kanton Die
- kanton Luc-en-Diois
- kanton La Motte-Chalancon
- kanton Saillans

Na de herindeling van de kantons bij decreet van 20 februari 2014, met uitwerking op 22 maart 2015, omvat het volgende kantons:
- kanton Crest ( deels : 20/28 )
- kanton Dieulefit ( deels :13/44 )
- kanton Le Diois
- kanton Loriol-sur-Drôme ( deels 6/8 )
- kanton Vercors-Monts-du-Matin ( deels : 5/30)